# Карпатский национальный природный парк
Карпатский национальный природный парк (укр. Карпатський національний природний парк) — национальный парк в Ивано-Франковской области Украины.

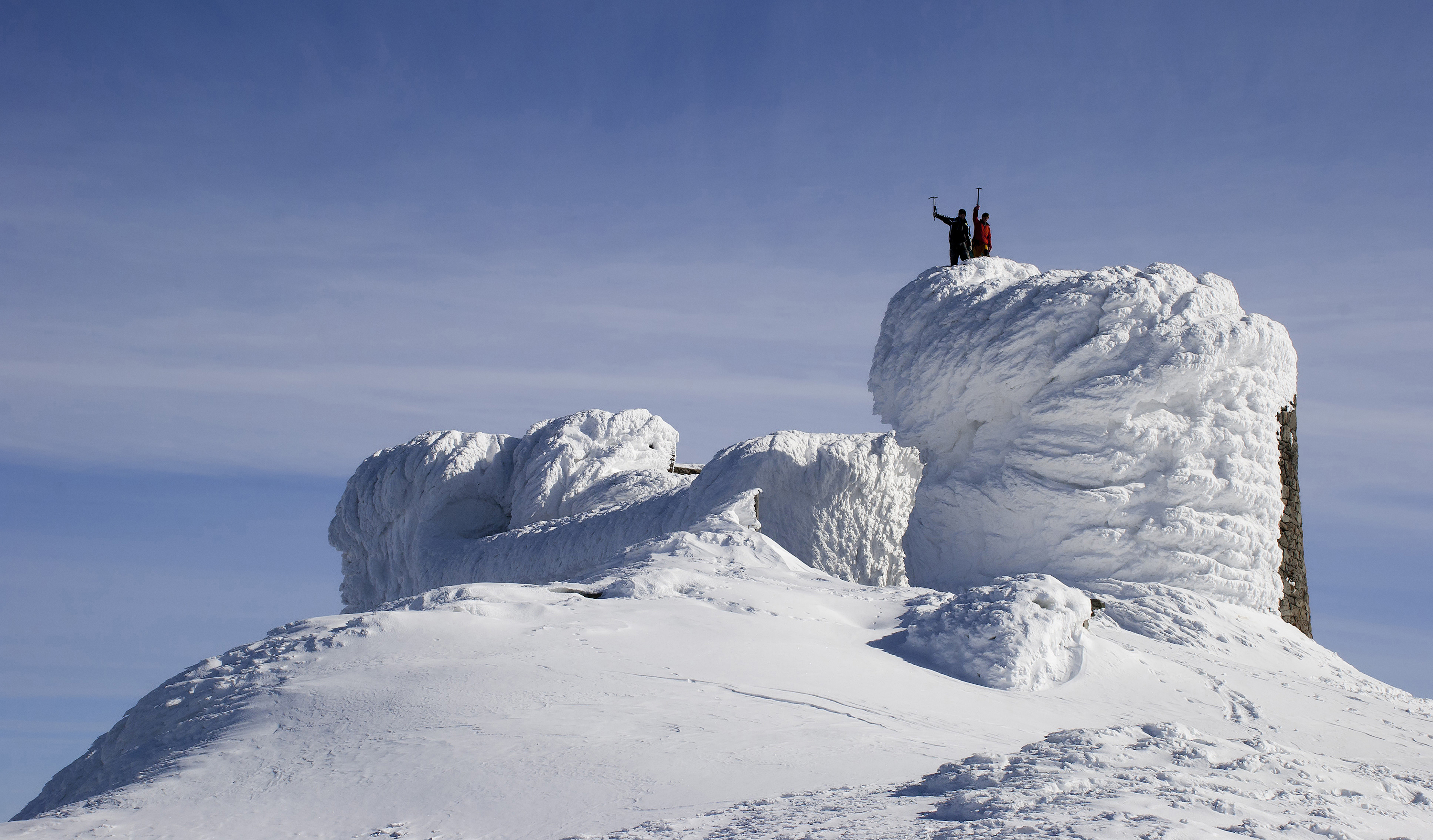
Вершина горы Поп Иван зимой (2012 год)

Создан 3 июня 1980 года — первый в советской Украине государственный национальный природный парк.
Первоначальная площадь парка составила 47,3 тысячи гектаров.
Но при его создании не обошлось без порочной советской практики — при создании одних природоохранных территорий (национальных парков), под них забирались земли других природоохранных территорий (заповедников).
Так, при создании Карпатского парка, под него у соседнего Карпатского заповедника (имевшего на тот момент 13 тысяч гектаров площади), отрезали почти половину — 6852 гектара.
Общая площадь парка — 50303 га, из них в собственности парка находится 38583 га.

Зонирование: заповедная зона — 10968 га, рекреационно-хозяйственная зона — 39335 га.
Флора: общее количество видов растений, произрастающих на территории парка — 1105, из них 78 занесены в Красную книгу Украины.
Фауна: на территории парка живут 185 видов животных, из них 32 занесены в Красную книгу Украины.

## Галерея

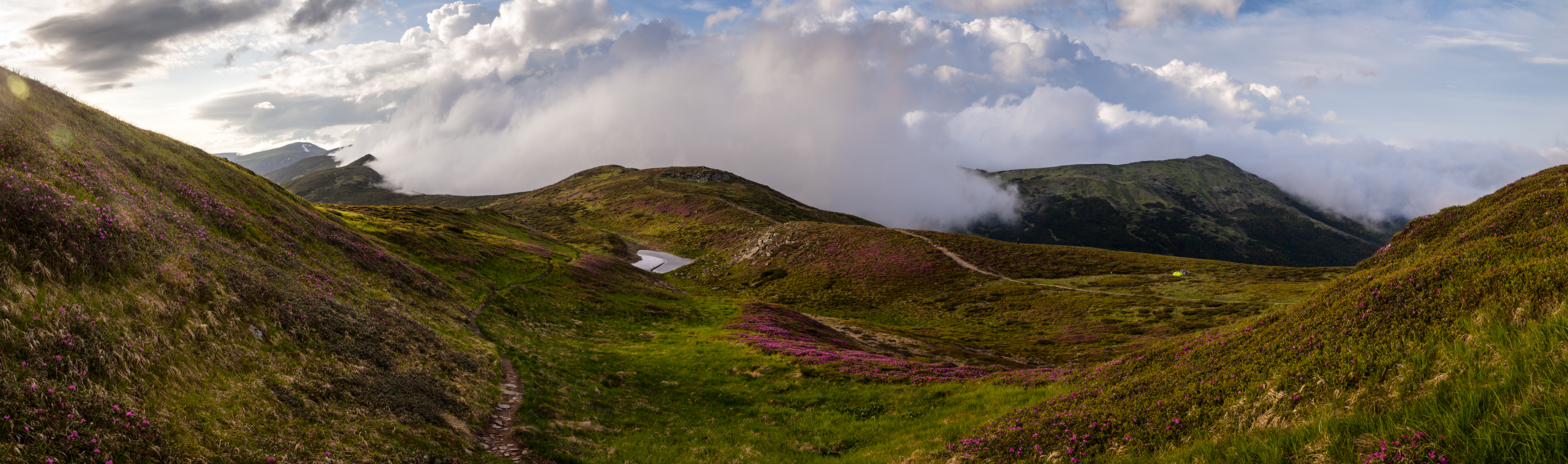
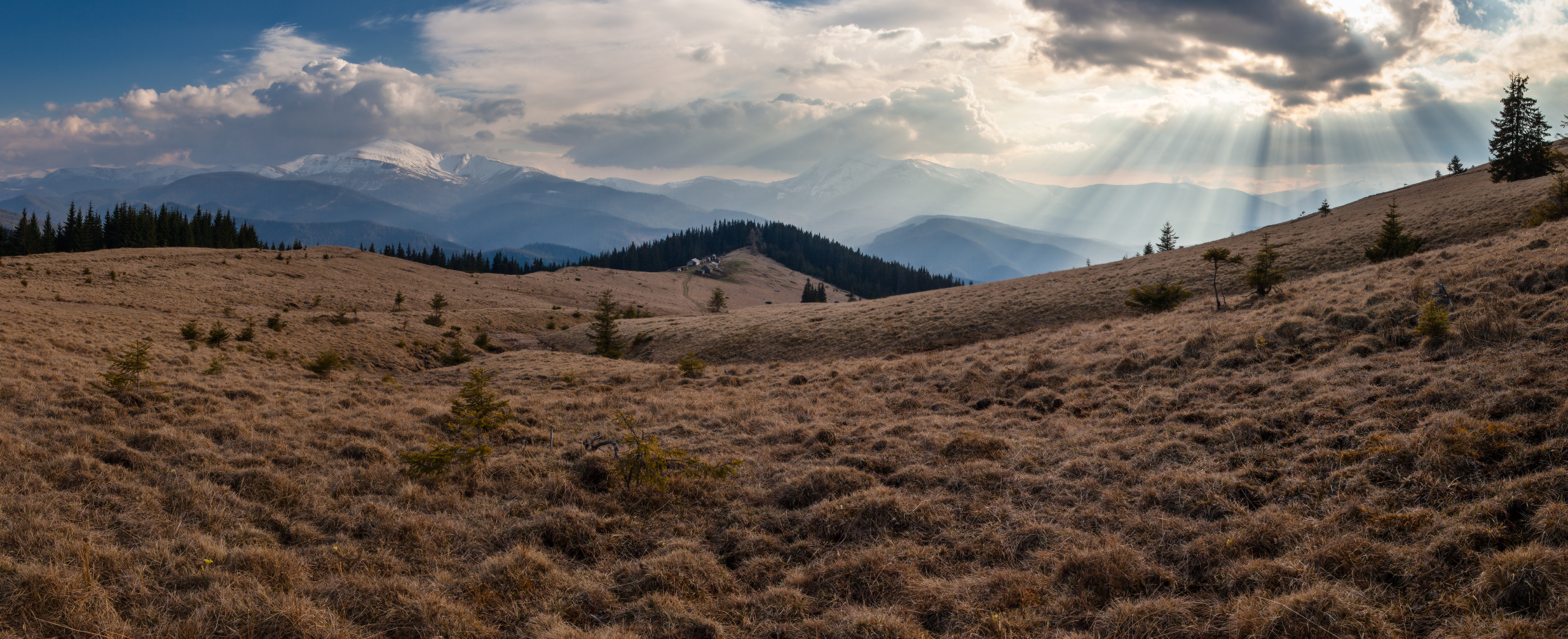
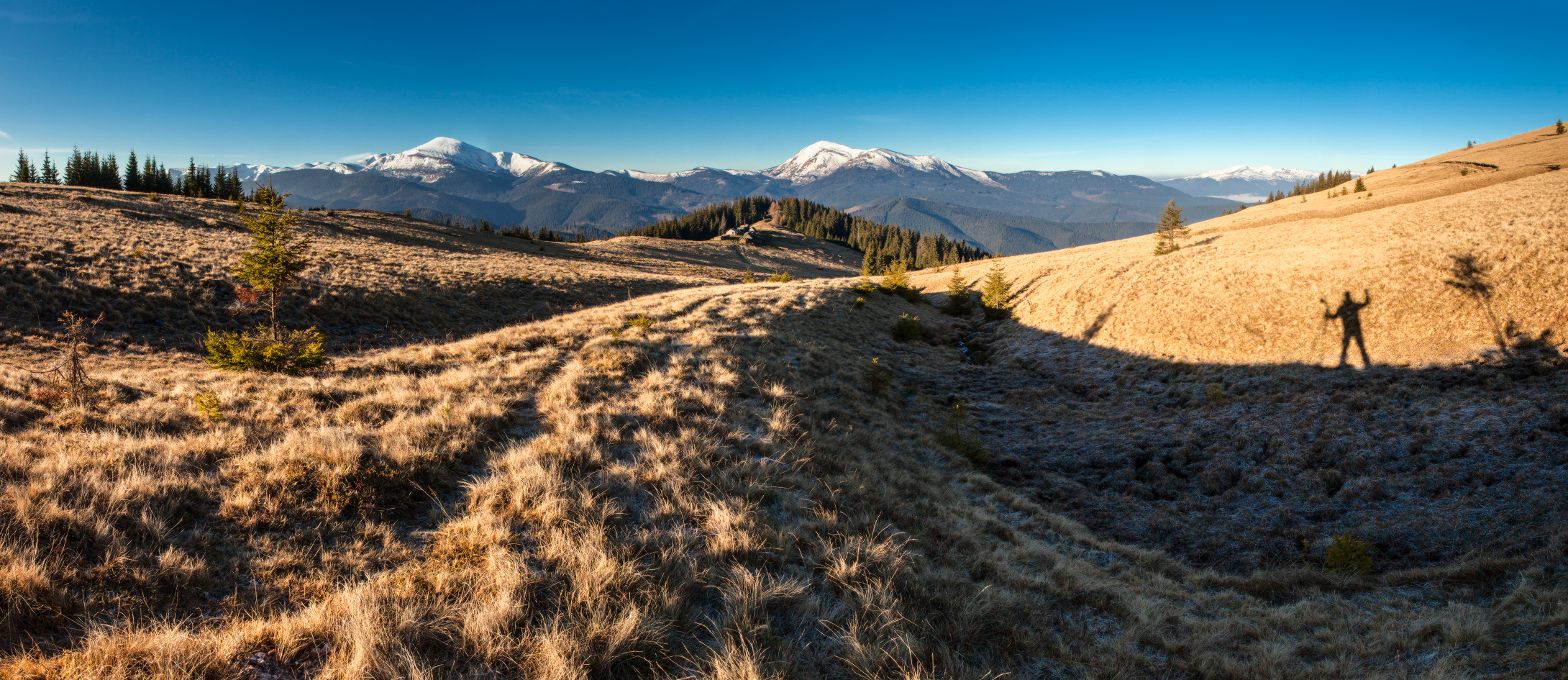
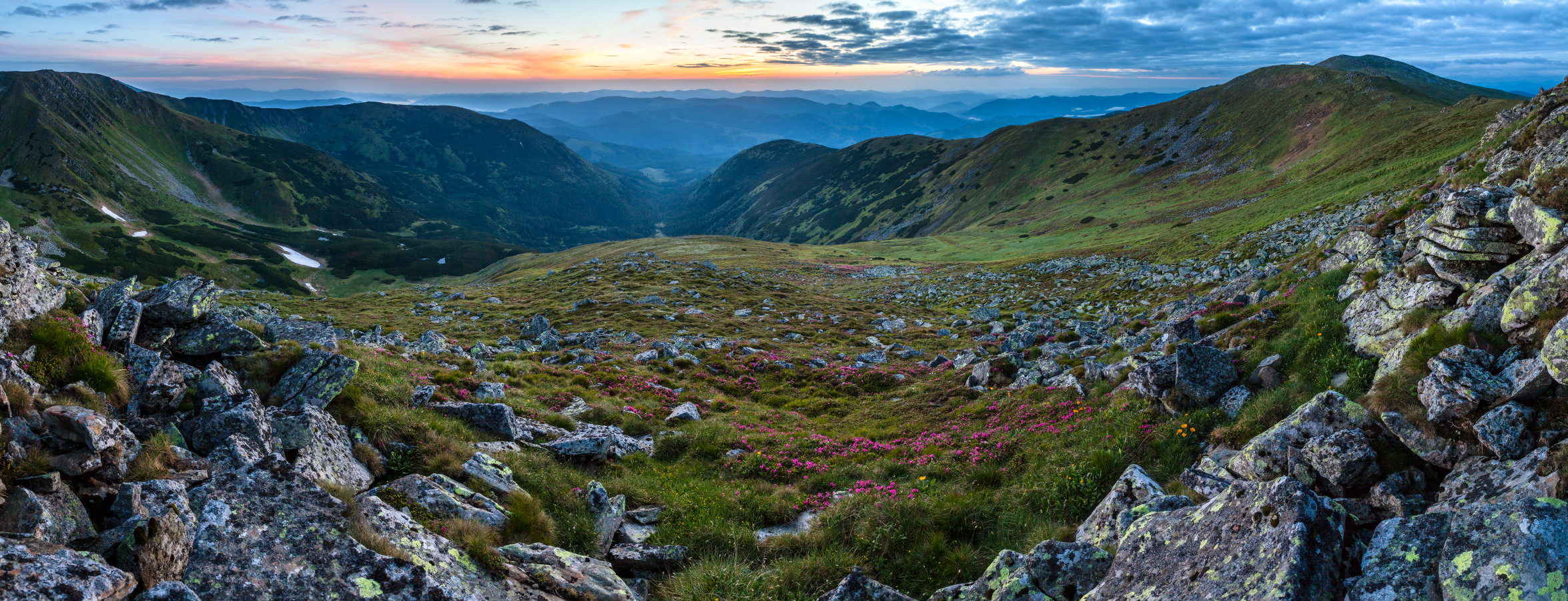
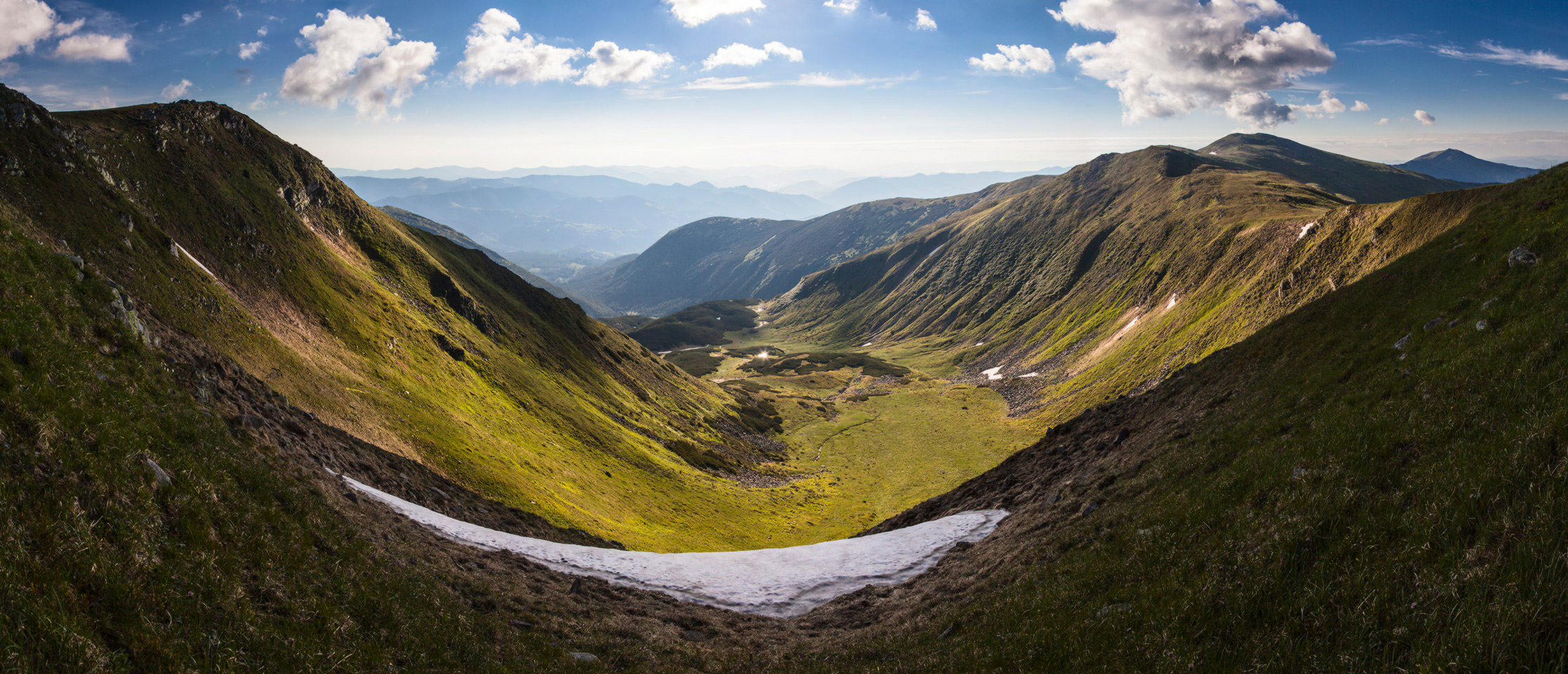